# Sinuhe egyptiern
Sinuhe egyptiern (finska: Sinuhe egyptiläinen) är en historisk roman från 1945 skriven av Mika Waltari.
Romanen räknas som en klassiker i genren. Efter att verket 1949 översatts till engelska placerade den sig i toppen av bästsäljarlistan i USA under ett halvår. Sinuhe egyptiern är en av världens mest sålda finska romaner och är översatt till mer än 40 språk.
Waltari inspirerades av det forntida egyptiska litterära verket om Sinuhe, Sinuhes berättelse, från Mellersta riket och cirka 1800 f.Kr. I Waltaris verk är handlingen förlagd till Nya riket och de två Sinuhe-gestalternas respektive öden skiljer sig betänkligt åt.
Mika Waltari skrev sin roman med andra världskriget, finska inbördeskriget och de stora (och ofta totalitära) ideologiernas tid som bakgrund. Den har ofta uppfattats förmedla krigströtthet och ett budskap om krigens grymhet och meningslöshet. Undergången för Echnatons idealism kan uppfattas som en tro på att sådana rörelser är farliga, och det har ofta pekats på att den militaristiska hettitiska staten bär likheter med nazitidens Tyskland.

## Handling
Boken handlar om läkaren Sinuhe och dennes liv i det forntida Egypten under det Nya riket (1300-talet f.Kr.). Sinuhe återberättar, på ålderns höst och från sin plats i påtvingad exil vid Röda havets kust, vad som hänt honom under hans liv. Hans ton uttrycker cynism, bitterhet och besvikelse och han säger sig skriva ned sin berättelse enbart av terapeutiska skäl och för att ha något att göra i det karga och ödsliga ökenlandskapet. 
Sinuhe börjar sitt liv som ett hittebarn och växer upp i den fattiga delen av Thebe. Hans adoptivfar Senmut är läkare, och Sinuhe beslutar sig för att gå i dennes fotspår. Väl färdigutbildad sätter han upp en klinik och förvärvar den sluge och vältalige slaven Kaptah, som kommer att bli hans följeslagare och nära vän genom livet.
I egenskap av assistent till en kunglig läkare som hans adoptivfar känner får Sinuhe besöka hovet och den unge kronprinsen Akhenaton för första gången.
En dag lär han känna den undersköna kvinnan Nefernefernefer och han blir förhäxad av henne. Nefernefernefer får Sinuhe att ge henne allt han äger och t.o.m. att sälja sina adoptivföräldrars hus och grav. När så kvinnan insett att Sinuhes tillgångar är slut gör hon sig av med honom. Skamsen och vanärad ordnar Sinuhe så att hans adoptivföräldrar får en furstlig begravning (de hade tagit livet av sig inför vräkningen), varpå han beslutar sig för att i sällskap av Kaptah gå i exil till Levanten som då var under egyptisk administration.
I Syrien uppnår han berömdhet och rikedom på grund av sin läkekonst. En dag, under ett egyptiskt fälttåg i Syrien, stöter han på barndomsvännen Horemheb, som tjänar som befälhavare inom armén. Av denne får Sinuhe i uppdrag att på hans bekostnad resa runt i den kända världen för att utröna vilken militär potential som de etablerade rikena har. 
Sinuhe beger sig, i sällskap av Kaptah, först till Babylon där han ägnar sig åt vetenskap och umgås med stadens lärde. En dag kallas han till den sjuke kungen som Sinuhe lyckas bota. I samband med denna händelse träffar Sinuhe en ung kretensisk kvinna vid namn Minea som nyligen förvärvats till kungens harem. Sinuhe blir förälskad i denna och under en babylonisk högtid lyckas han smuggla ut Minea ur palatset och fly iväg med henne och Kaptah till grannriket Mitanni. 
Därifrån tar de sig vidare till Anatolien och det snabbt växande hettiterriket. Sinuhe och hans följe känner sig olustiga över den militarism och hårda rättsskipning som präglar hettiternas rike, och de beslutar sig för att lämna Anatolien och segla till Kreta, Mineas hemland.
Minea har växt upp med uppdraget att offra sig som jungfru till den lokale tjur- och havsguden, som bor inne i en bergsgrotta vid havet. Sinuhe fasar inför detta och befarar att han inte ska få se Minea igen. Kvällen innan Minea ska bege sig in i bergsgrottan gifter de sig inofficiellt med varandra. En tid efter att Minea förts in i bergsgrottan tar sig Sinuhe in i grottan för att söka efter Minea. Han påträffar hennes döda kropp och förstår att hon har blivit dödad av gudens överstepräst Minotauros, för att inte Minea ska kunna återvända och avslöja att Kretas gud är död. Sinuhe blir utom sig av sorg, men Kaptah lyckas till slut sansa honom och övertala honom att inse att det bästa är att gå vidare och att återvända till Syrien. 
I Syrien återgår Sinuhe till läkaryrket och han lyckas återfå sin tidigare status. Han märker dock att den egyptiska överhögheten i området nu har börjat ifrågasättas och hotas. Inte minst trissas denna stämning upp av den hettitiskvänlige syriske fursten Aziru, vilken Sinuhe ändå får till sin vän, bl.a. genom ett läkaruppdrag.
En dag beslutar sig Sinuhe för att återvända till Egypten. Han seglar till Thebe och öppnar där en klinik för de fattiga i samma stadsdel i vilken han växte upp. Han blir inte rik på detta utan drivs istället av ideologiska motiv. Hans slav Kaptah (som nu frigivits av Sinuhe) blir istället affärsman och öppnar en krog vid namn "Krokodilstjärten". Där träffar Sinuhe en kvinna vid namn Merit som visar sig bli Sinuhes livspartner.
I Egypten har nu en ny kung, Echnaton, börjat förmedla en monoteistisk lära, centrerad kring solguden Aton. Det leder till religiösa motsättningar med prästerskapet tillhörande den mäktige statsguden Amon. Sinuhe attraheras av den lära som den nye kungen förkunnar och som han upplever fokuserar på ljus, jämlikhet och rättvisa. Sinuhe ansluter sig till Echnatons hov och följer med denne till mellanegypten där en ny huvudstad, El-Amarna, tillägnad Aton, anläggs. 
Motsättningarna mellan Amon och Aton fortsätter dock och det hela utvecklar sig till ett inbördeskrig. Atons rike på jorden börjar falla och en efter en överger hovmännen Echnaton och Akhetaton till förmån för Amon och Thebe. Det är också i Thebe som det slutliga slaget står. Sinuhe kämpar för Atons och faraos sak in i det sista, men till slut segrar Amon-prästerskapets sida. Under oroligheterna dödas Merit och hennes son Thot. Den senare skulle visa sig vara Sinuhes avkomma. 
När nederlaget är ett faktum så dör Echnaton efter att ha druckit en giftbägare blandad av den förbittrade Sinuhe. Drottning Nefertitis far Eje sätter sig på tronen, efter pojkkungen Tutankhamons korta regeringstid, trots att Sinuhe förstått av kungamodern Tiye att han själv är blåblodig och måste vara son till Amenhotep III och dennes mitanniska gemål och därigenom vara närmare tronen.
Både före och efter Aton-rikets fall bedriver Horemheb ett lågintensivt krig mot hettiterriket - Egyptens främsta rival vid den här tiden. Såväl Sinuhe som Kaptah deltar i denna strid, eftersom Sinuhe ville få kännedom om hur krig är. Han lyckas med Horemhebs och Ejes uppdrag att förhindra att den hettitiske prinsen Sjubattu lyckas ta sig till Egypten och erövra kungatronen.
Sinuhe drar sig nu tillbaks, plågad av alla förluster, till en enkel boning i Thebe, bitter och desillusionerad i sinnet. Då och då får han besök av sin forne tjänare Kaptah som bara blir rikare och rikare och som nu är Sinuhes mecenat. Sinuhe börjar tala illa om den nya regimen som leds av hans forne vän Horemheb, och hans straff för det blir exil till Röda havets kust.

## Personer
- Sinuhe - läkare och berättarjaget
- Senmut - Sinuhes adoptivfar
- Kipa - Sinuhes adoptivmor
- Kaptah - Sinuhes slav
- Minea - Sinuhes kretensiska kvinna
- Merit - Sinuhes egyptiska kvinna
- Thot - Sinuhes son
- Thotmes - barndomsvän till Sinuhe
- Nefernefernefer - Sinuhes första kärlek
- Amenhotep III - kung av Egypten
- Teje - drottning av Egypten
- Baketamon - dotter till Amenhotep III och gemål till Horemheb
- Echnaton - kung av Egypten, son till Amenhotep III
- Nefertiti - drottning av Egypten, dotter till Eje
- Horemheb - militär och barndomsvän till Sinuhe
- Eje - kung av Egypten, vän till Teje
- Burnaburiash - kung av Babylon
- Aziru - kung av Amurru
- Sjubattu - hettitisk prins
- Minotaurus - Minos överstepräst
- Muti - Sinuhes tjänerska i Thebe och vid Röda havet
- Ptahor - Senmuts läkarvän
- Ramose - Sinuhes kollega i balsameringshuset

## Urval av tryckta böcker
- Waltari, Mika (1945) (på finska). Sinuhe egyptiläinen (första utgåvan, i två volymer). Borgå: WSOY.
- Waltari, Mika (1946). Sinuhe, egyptiern (första svenska utgåvan). Helsingfors: Holger Schildt. Libris 753737
- Waltari, Mika (1947). Sinuhe, egyptiern (andra svenska utgåvan). Stockholm: Wahlström & Widstrand. Libris 3155232

## Talböcker
- 1968, TPB, 19 ljudkassetter, 28 timmar. Libris 11535864
- 2001, TPB, 1 CD-R, 27 timmar och 4 minuter. Libris 11866517

## Filmatiseringar
Sinuhe, egyptiern (originaltitel The Egyptian) av 20th Century Fox från 1954. Regisserad av Michael Curtiz och producerad av Darryl F. Zanuck. Med på rollistan är bland andra Edmund Purdom, Jean Simmons, Victor Mature, Michael Wilding och Peter Ustinov. Filmteamets Leon Shamroy var nominerad för bästa foto vid Oscarsgalan 1955.

## Musikaliska gestaltningar
Filmmusiken från "The Egyptian" av Bernard Herrmann, Alfred Newman, W. T. Stromberg och Moscow Symphony Choir & Orchestra. Libris 11848195

## I populärkulturen
Den danska serietecknaren Sussi Bech hade ursprungligen döpt sin huvudkaraktär Nofret till "Nefer" efter karaktären Nefernefernefer i Waltaris roman, men efter att hon blivit kontaktad av en person som sa sig ha döpt sitt företag efter samma karaktär och tagit copyright på namnet så blev Bech tvungen att byta namnet då förlaget hotades med stämning.